# Whitehaven
Whitehaven er en by i Copeland-distriktet, Cumbria, England, med et indbyggertal (pr. 2015) på 23.811. Byen ligger 410 km fra London.